# Under Kærlighedens Aag
Under Kærlighedens Aag er en film instrueret af Alexander Christian.

## Medvirkende
- Frederik Jacobsen – Harn, direktør
- Erna Schøyen – Phyllis, Harns datter
- Anton de Verdier – George Brown, ingeniør
- Kai Lind – Henry Massie, ingeniør
- Hans Dynesen – Alfonso, en arbejder
- Peter Jørgensen
- Johanne Krum-Hunderup
- Charles Willumsen